# Бишелье
Бише́лье — (итал. Bisceglie (Vəscègghiə) на местном диалекте), город и коммуна в провинции Барлетта-Андрия-Трани региона Апулия в Италии, на берегу Адриатического моря. 
Население коммуны составляет, на 01.01.2023 года, 53 534 человека, плотность населения ─ 773,12 чел./км². Занимает площадь 69,24 км². Почтовый индекс — 76011.

## История
Территория Бишелье была заселена с давних времён, что подтверждается наличием многочисленных дольменов, наиболее известный из которых — Кьянка (итал. Chianca). Город основан в XI веке норманнами, а в 1042 году Роберт Гвискар передал его Пьетро (ит.), графу Трани. Наибольшего расцвета город достиг в период правления Анжуйского дома, имея большой торговый флот и ведя обширную торговлю в нижней Адриатике и с основными портами Далмации и Триеста.
В 1512 году город возвращён под власть испанской короны, при которой была возведена новая система укреплений. Свидетельства великого прошлого — церковь Санта-Маргерита, построенная в XII веке в романском стиле, норманнский замок с главной башней, аббатство святого Адония XI века и недавно восстановленный собор в романском стиле, начатый в конце XI века и освященный в 1295 году.
Покровителями коммуны почитаются святые Мавр, Сергий и Панталеон, празднование в первое воскресение августа.

## Достопримечательности
- Церковь имени святой Маргариты, построенная в романском стиле в XIII веке[2].
- Норманский замок и башня
- Церковь Сант-Адоэно (ит.), XII век
- Собор XIV века
- Гроты Санта-Кроче[итал.]
- Дольмены:
  - Dolmen della Chianca[итал.]
  - Dolmen di Albarosa[итал.]
  - Dolmen Frisari[итал.] и другие.

## Города-побратимы
- Сан-Панкрацио-Салентино, Италия
- Fuheis, Иордания
- Хан-Юнис, Палестинская национальная администрация
- Тартус, Сирия
- Кальвария-Зебжидовская, Польша